# Coupe des nations du Pacifique
Ne doit pas être confondu avec Pacific Rugby Cup.
La Coupe des nations du Pacifique (en anglais : Pacific Nations Cup) est une compétition de rugby à XV issue de l'un des programmes de développement de World Rugby (ex-IRB de l'époque) qui se dispute pendant la fenêtre internationale de juin. Donc, en ce qui concerne la région de l'océan Pacifique et de son pourtour, est créé un tournoi annuel entre six équipes du Pacifique et de l'Amérique du Nord : Fidji, Samoa, Tonga, Japon, États-Unis et Canada. Au début, l'Australie A (équipe réserve d'Australie, en 2007 et 2008) et une équipe néo-zélandaise (les Junior All Blacks, équipe réserve de Nouvelle-Zélande, en 2006, 2007 et 2009 ou les Māori de Nouvelle-Zélande en 2008) ont participé à la compétition. Les Nord-Américains ont rejoint le tournoi en 2013. Celui-ci a pris la suite des Cinq Nations du Pacifique (2006), qui avait lui-même succédé au Tri-Nations du Pacifique (1982-2005).
En raison du niveau des équipes (leur position au classement World Rugby varie généralement entre la 7e et la 15e place), ce tournoi est considéré comme la troisième compétition régionale la plus importante après le Rugby Championship (anciennement Tri-nations) et le Tournoi des Six Nations.

## Histoire
Fondée en 1886, modernisée en 2005, l'International Rugby Board (IRB) souhaite créer une compétition permettant aux nations du Pacifique d'avoir leur propre tournoi. Tout d'abord sont retenues les trois nations qui composaient le Tri-nations du Pacifique (Tonga, Samoa, Fidji) ainsi que le Japon, ensuite furent invités les équipes réserve de la Nouvelle-Zélande (Junior All Blacks) et d'Australie. La première édition a lieu en 2006, remportée par les Junior All Blacks. La fédération australienne donne la priorité à son championnat domestique tout en accueillant deux matchs à Gosford (75 km au nord de Sydney) et en précisant vouloir participer pleinement en 2007. La compétition porte donc provisoirement le nom de IRB Pacific 5 Nations. À partir de 2007, avec l'Australie A (équipe réserve des Wallabies), la compétition change de nom pour devenir la Pacific Nations Cup. Cette édition est comme la précédente remportée par les Junior All Blacks.
En 2008, la fédération néo-zélandaise (NZRFU) décide d'engager les Māori néo-zélandais, considérant qu'ils ne jouaient pas assez souvent. Ils remplacent les Junior All Blacks trop sollicités par le Super 14 et l'Air New Zealand Cup (championnat des provinces). De fait, les Māori dominent la compétition qu'ils remportent en gagnant leurs cinq matchs.
En 2009, huit matchs sur dix se jouent sur les îles Fidji. L'Australie A ne participe pas à cette édition et les Junior All Blacks sont de retour à la place des Māori. Ces derniers la remportent en gagnant leurs quatre matches. En 2010, cinq des six matchs se jouent sur les îles Samoa. Les Junior All Blacks ne participent pas à cette édition qui est remportée par les Samoa, défaits par le Japon mais vainqueurs des Tonga et des Fidji. En 2011, ce sont les Japonais qui remportent le trophée, se classant à égalité de points avec les Tonga mais les devançant grâce à leur victoire sur ces derniers. En 2012, les Samoa remportent la compétition pour la deuxième fois en gagnant tous leurs matchs.
En 2013, les États-Unis et le Canada rejoignent de manière permanente la compétition. Exceptionnellement, les Samoa ne participent pas afin d'être présents en Afrique du Sud pour un tournoi amical. La compétition est remportée par les Fidji qui inscrivent leur nom au palmarès pour la première fois. Les Nord-Américains ainsi que les Japonais ne prennent pas part à la Coupe du Pacifique en 2016 ni en 2017 en raison du processus de qualification sur deux ans pour la Coupe du monde 2019. Ils participent normalement à l'édition 2018.
Après une année d'absence en 2023, soit quelques mois avant la Coupe du monde, le format est modifié en vue de 2024 : le Canada et les États-Unis font ainsi leur retour dans la compétition, tandis que les six équipes sont réparties en deux poules : une poule A avec les trois nations insulaires du Pacifique, et une poule B rassemblant le Canada, les États-Unis, et le Japon. Le vainqueur est ensuite désigné après deux tours de matchs de classement sur terrain neutre impliquant toutes les équipes ; le Japon et les États-Unis sont désignés pour organiser en alternance cette phase finale.

## Identité visuelle
Dans le cadre de la nouvelle formule de la compétition en vue de l'édition 2024, une nouvelle identité visuelle est adoptée.

Évolution du logo
Logo abandonné en 2014.
Logo de l'édition 2014.
Logo de 2015 à 2022.
Logo instauré en 2024.

## Participants

### Participants réguliers
| Nations                               | Canada                                        | États-Unis                                              | Fidji                                         | Japon                                                  | Samoa                                         | Tonga                                          |
| ------------------------------------- | --------------------------------------------- | ------------------------------------------------------- | --------------------------------------------- | ------------------------------------------------------ | --------------------------------------------- | ---------------------------------------------- |
| Couleurs traditionnelles              | Maillot rouge, short noir, chaussettes noires | Maillot bleu nuit, short bleu nuit, chaussettes marines | Maillot blanc, short noir, chaussettes noires | Maillot rouge et blanc, short noir, chaussettes noires | Maillot bleu, short blanc, chaussettes bleues | Maillot rouge, short blanc, chaussettes rouges |
| Stade actuel                          | Variable                                      | Variable                                                | ANZ Stadium à Suva                            | Paloma Mizuho à Nagoya                                 | Apia Park à Apia                              | Teufaiva Sport Stadium à Nukuʻalofa            |
| Emblème                               | La feuille d'érable rouge                     | Le pygargue à tête blanche                              | Un cocotier                                   | Les fleurs de cerisier                                 | La fleur de teuila                            | La colombe de la paix                          |
| Hymne                                 | Ô Canada                                      | The Star-Spangled Banner                                | God Bless Fiji                                | Kimi ga yo                                             | The Banner of Freedom                         | Koe Fasi Oe Tui Oe Otu Tonga                   |
| Participations (première et dernière) | 5 (2013-2024)                                 | 5 (2013-2024)                                           | 16 (2006-2024)                                | 12 (2006-2024)                                         | 15 (2006-2024)                                | 16 (2006-2024)                                 |

### Participants occasionnels
| Nations                               | Australie A                                   | Géorgie                                          | Māori de Nlle Zélande                        | Nouvelle-Zélande A                           |
| ------------------------------------- | --------------------------------------------- | ------------------------------------------------ | -------------------------------------------- | -------------------------------------------- |
| Couleurs traditionnelles              | Maillot jaune, short vert, chaussettes vertes | Maillot rouge, short blanc, chaussettes blanches | Maillot noir, short noir, chaussettes noires | Maillot noir, short noir, chaussettes noires |
| Emblème                               | le Wallaby                                    | Un bordjgali traditionnel                        | la Fougère argentée                          | la Fougère argentée                          |
| Hymne                                 | Advance Australia Fair                        | Tavisoupleba                                     | God Defend New Zealand                       | God Defend New Zealand                       |
| Participations (première et dernière) | 3 (2007-2022)                                 | 1 (2018)                                         | 1 (2008)                                     | 3 (2006-2009)                                |

Avec des participations différentes selon les années, le format "normal" à six équipes n'est réalisé que quatre fois en 2007, 2008, 2014 et 2015. Et encore, en 2014 les équipes sont réparties en deux conférences, Nord-Pacifique (Canada, Japon, États-Unis) et Sud-Pacifique (Fidji, Samoa, Tonga).
Cinq participants en 2006, 2009 et 2013; quatre en 2010, 2011 et 2012; trois en 2016.

## Attribution des points

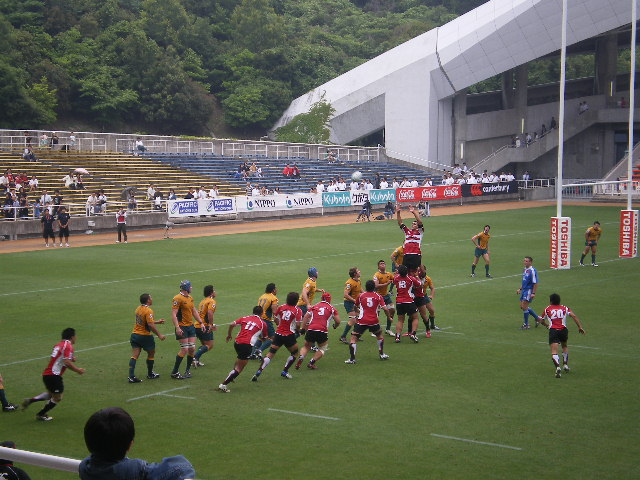
Match entre le Japon et l'Australie A au Level-5 stadium de Fukuoka en 2008.

Une victoire rapporte 4 points, un match nul 2 points et une défaite 0 point. Un point de bonus offensif est accordé à une équipe qui marque au moins 4 essais dans un match et/ou un point de bonus défensif à une équipe qui perd par 7 points au moins.

## Palmarès, bilans et records

### Palmarès
| Saison | Vainqueur             | Format          | Deuxième    | Nb participants |
| ------ | --------------------- | --------------- | ----------- | --------------- |
| 2006   | Junior All Blacks     | Round-robin     | Samoa       | 5               |
| 2007   | Junior All Blacks     | Round-robin     | Australie A | 6               |
| 2008   | Māori de Nlle Zélande | Round-robin     | Australie A | 6               |
| 2009   | Junior All Blacks     | Round-robin     | Fidji       | 5               |
| 2010   | Samoa                 | Round-robin     | Fidji       | 4               |
| 2011   | Japon                 | Round-robin     | Tonga       | 4               |
| 2012   | Samoa                 | Round-robin     | Fidji       | 4               |
| 2013   | Fidji                 | Round-robin     | Canada      | 5               |
| 2014   | Japon et Samoa        | Round-robin     |             | 6               |
| 2015   | Fidji                 | Round-robin     | Samoa       | 6               |
| 2016   | Fidji                 | Round-robin     | Samoa       | 3               |
| 2017   | Fidji                 | Round-robin     | Tonga       | 3               |
| 2018   | Fidji                 | Round-robin     | Tonga       | 4               |
| 2019   | Japon                 | Round-robin     | Fidji       | 6               |
| 2022   | Samoa                 | Round-robin     | Australie A | 4               |
| 2024   | Fidji                 | Saison sportive | Japon       | 6               |
| 2025   |                       |                 |             | 6               |

### Bilans et records
| Rang | Nations               | Tournois disputés | Victoires |
| ---- | --------------------- | ----------------- | --------- |
| 1    | Fidji                 | 16                | 6         |
| 2    | Samoa                 | 15                | 4         |
| 3    | Junior All Blacks     | 3                 | 3         |
| 4    | Japon                 | 12                | 3         |
| 5    | Māori de Nlle Zélande | 1                 | 1         |

- Plus grand nombre de participations: 16 pour les Fidji et les Tonga qui ont toujours pris part.
- Plus grand nombre de victoires: 6 par les Fidji en 2013, 2015, 2016, 2017 et 2018
- Victoires consécutives : 4 par les Fidji en 2015, 2016, 2017 et 2018
- Equipes invaincues: les Juniors All Blacks, treize matchs gagnés sur treize joués et les Maoris de Nouvelle-Zélande, cinq sur cinq.